# Cardiorhinus seminiger
Cardiorhinus seminiger là một loài bọ cánh cứng trong họ Elateridae. Loài này được Eschscholtz miêu tả khoa học năm 1829.